# Nikolái Guerásimovich Kuznetsov
El almirante Nikolái Guerásimovich Kuznetsov (en ruso: Николай Герасимович Кузнецов, 24 de julio de 1904 - 6 de diciembre de 1974) fue un destacado oficial naval soviético que alcanzó el rango de Almirante de la Flota de la Unión Soviética y sirvió como Comisario del Pueblo de la Armada durante la Guerra de Invierno y la Segunda Guerra Mundial. La Academia Naval N. G. Kuznetsov y el portaaviones ruso Almirante Kuznetsov, así como la clase de portaaviones Kuznetsov, llevan su nombre en su honor.

## Biografía
Kuznetsov nació en una familia de campesinos en el pueblo de Medvedki, uyezd de Velikoustyuzhsky, Gobernación de Vólogda, Imperio ruso (ahora en el distrito Kotlassky del óblast de Arcángel, Rusia). 
En 1919, Kuznetsov se unió a la «Flotilla Naval Dviná», tras haber aumentado dos años su edad para poder ser aceptado. En 1920, estuvo destinado en Petrogrado y en 1924, como miembro de una unidad naval, asistió a la ceremonia fúnebre de Vladímir Lenin. Ese mismo año se afilió al Partido Bolchevique. 
En 1926, tras graduarse en la Escuela Naval Superior de Frunze, Kuznetsov sirvió en el crucero Chervona Ukraina, primero como oficial de guardia y luego como primer teniente. En 1932, se graduó en la Escuela Naval después de estudiar tácticas operativas. Al graduarse, le ofrecieron dos opciones: un trabajo de oficina en el estado mayor o un puesto de mando en un barco.
Kuznetsov consiguió con éxito el puesto de oficial ejecutivo del crucero Krasnyi Kavkaz (Cáucaso Rojo). En menos de un año, el joven oficial obtuvo su siguiente ascenso. En 1934, regresó al Chervona Ukraina, esta vez como su comandante. Bajo el mando de Kuznetsov, el barco se convirtió en un ejemplo sobresaliente de disciplina y organización, y rápidamente atrajo la atención hacia su joven capitán.
Desde el 5 de septiembre de 1936 al 15 de agosto de 1937, Kuznetsov sirvió como agregado naval soviético y asesor naval jefe de la España republicana. Durante las primeras etapas de la guerra civil española de 1936-1939, desarrolló una fuerte aversión hacia el fascismo.
Del 5 de septiembre de 1936 al 15 de agosto de 1937, Kuznetsov sirvió como agregado naval soviético y asesor naval jefe del bando republicano durante la Guerra Civil: propuso los bombardeos navales de los puertos de Algeciras, Cádiz, Arcila y Larache con objeto de frenar el éxito del bando sublevado cruzando el estrecho de Gibraltar. Tuvo mucho peso en la marina. Durante las primeras etapas de la guerra civil española de 1936-1939, desarrolló una fuerte aversión hacia el fascismo. Asesoró a los marinos españoles en lo referente a las rutas al mar Negro y sus experiencias fueron recogidas en la obra Bajo la bandera de la España republicana, donde se atribuye a sí mismo todo lo que de útil hizo el bando republicano. El libro colectivo fue editado a su regreso en Moscú.
Al regresar a casa, el 10 de enero de 1938, fue ascendido al rango de oficial de bandera, segundo rango, y se le dio el mando de la Flota del Pacífico. Mientras estaba en este puesto, se enfrentó cara a cara con la purga de Stalin en el ejército. El propio Kuznetsov nunca estuvo implicado, pero muchos de los oficiales bajo su mando sí lo estuvieron. Kuznetsov resistió las purgas a cada paso, y su intervención salvó las vidas de muchos oficiales soviéticos.
El 28 de abril de 1939, Kuznetsov, que todavía tenía treinta y cuatro años, fue nombrado Comisario del Pueblo (ministro) de la Armada, cargo que ocuparía durante toda la Segunda Guerra Mundial hasta 1946. En 1939, a pesar de la actitud negativa de Stalin hacia la Academia de Ingeniería Nikolaevsky, Nikolái Guerásimovich Kuznetsov ordenó el regreso de la facultad de Ingeniería Naval de Moscú a Leningrado y estableció la Universidad Técnica de Ingeniería Militar para formar ingenieros para la construcción de bases navales.

### Segunda Guerra Mundial
Durante este conflicto armado, Kuznetsov jugó un papel vital para evitar la destrucción de la Armada Soviética, desoyendo las instrucciones entregadas, con el fin de ponerla a salvo de las fuerzas nazis. El 21 de junio de 1941, convencido de estar enfrente a una inevitable guerra, al mismo tiempo que Semión Timoshenko y Zhúkov entregaban directivas prohibiendo a los comandantes responder a las «provocaciones alemanas». Sin embargo, la Armada constituía un ministerio independiente (narkomat), y por lo tanto Kuznetsov ocupaba un puesto que técnicamente estaba fuera de la cadena de mando directa. Esto permitió que Kuznetsov se jugara una arriesgada carta.
Poco después de la medianoche del 22 de junio, Kuznetsov ordenó a todas las flotas soviéticas que estuvieran preparadas para el combate. A las 4:45 de esa misma mañana, la Wehrmacht comenzó la Operación Barbarroja. La Armada Soviética era la única rama del ejército que estaba preparada para resistir el ataque alemán inicial, enfrentándose a la invasión con resistencia, sin perder ni una sola nave y ni un solo avión.
En los dos años siguientes, la principal preocupación de Kuznetsov consistió en la protección de centro de operaciones del país de una invasión alemana. A lo largo de la guerra, el mar Negro se convirtió en el principal teatro de operaciones de la Armada Soviética. Durante la duración del conflicto, Kuznetsov inició trabajos para establecer e intentar ataques anfibios. En febrero de 1944 fue condecorado con dos premios. Primero recibió la distinción de Héroe de la Unión Soviética y en febrero se lo promovió al recién creado rango de Almirante de la Flota de la Unión Soviética, equivalente en términos de autoridad a un general de cuatro estrellas. El rango fue homologado a la categoría de Mariscal de la Unión Soviética con una insignia similar el 31 de mayo de 1945.

### Posguerra
Entre 1946 y 1947 fue designado viceministro de Defensa de la URSS al igual que Comandante en Jefe de las Fuerzas Navales. En 1947 fue destituido de su cargo por orden de Stalin, y en 1948 fue sometido a juicio junto con otros almirantes, razón por la que fue degradado a vicealmirante, mientras que varios de sus colegas sufrían penas de prisión.

En 1951, Stalin terminó con el estado de paria de Kuznetsov, al encomendarle nuevamente la comandancia de la Armada por intermedio del Ministerio de la Marina, pero sin restablecerlo en su rango militar. Esto último no sucedería hasta después de la muerte de Stalin en 1953. En 1955 fue convertido nuevamente en Comandante en Jefe de las Fuerzas Navales, y recibió el rango de Almirante de la Flota de la Unión Soviética.

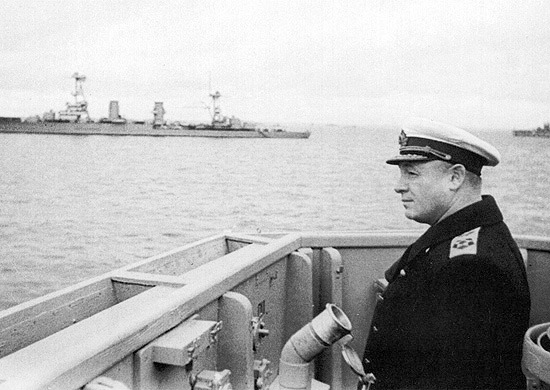
Nikolái Kuznetsov en el crucero Krasni Kavkaz.

Este nuevo papel prominente dentro del esquema de la defensa en la Unión Soviética, lo puso en franco conflicto con el Mariscal Zhúkov, con quien ya había chocado a lo largo de su vida. El 8 de diciembre de 1955, utilizando como excusa la pérdida del acorazado Novorossisk, Zhúkov logró sacar al almirante de su puesto. En febrero siguiente fue degradado nuevamente al rango de vicealmirante y fue obligado a retirarse, con la prohibición expresa de «trabajar en ningún empleo relacionado con la marina».
Durante su retiro escribió y publicó numerosos ensayos y artículos, al igual que extensos trabajos, incluyendo sus memorias y un libro posteriormente prohibido llamado Курсом к Победе (Con rumbo hacia la victoria) que trataba sobre la Gran Guerra Patria. A diferencia de sus contemporáneos, escribió personalmente sus memorias.
Kuznetsov también escribió varios libros acerca de la guerra, de la represión de Stalin y sobre la marina, que fueron publicados póstumamente. En ellos era muy crítico de la interferencia del Partido en asuntos militares, insistiendo que «el estado debía ser gobernado por la ley».

## Rehabilitación y legado
Después del retiro de Zhúkov en 1957 y de Jrushchov en 1964, un grupo de veteranos de la Armada Roja iniciaron una campaña con el fin de restablecer a Kuznetsov en su rango con todos sus beneficios, convirtiéndolo en inspector general del Ministerio de Defensa de la URSS (considerado un puesto honorífico). Pese a lo anterior, todas y cada una de las solicitudes cayeron en oídos sordos, incluso los de su sucesor, el almirante Gorshkov. No fue si no hasta el 26 de julio de 1988 cuando el Presídium del Sóviet Supremo de la URSS rehabilitó a Kuznetsov de manera póstuma al rango de Almirante de la Flota de la Unión Soviética. El almirante es reconocido en la actualidad como uno de los más prominentes hombres en la historia naval de la antigua URSS y de la actual Federación de Rusia.
El portaviones Almirante Kuznetsov, buque insignia de la Armada de Rusia, fue nombrado en su honor. Además, el Ministerio de Defensa ruso otorga una medalla, llamada Medalla Almirante Kuznetsov de 2003 a 2009, y restituida desde 2013 con el nombre «Medalla Almirante de la Flota de la Unión Soviética N. G. Kuznetsov».
Kuznetsov murió el 6 de diciembre de 1974 en Moscú, a la edad de 70 años y fue enterrado con todos los honores militares en el cementerio Novodévichi.

## Cita
«Toda mi vida ha sido la Armada Soviética. Hice mi elección de joven y nunca me he arrepentido de ella.»